# José Antonio Escudero
José Antonio Escudero López (Barbastro, 12 de octubre de 1936) es un jurista, historiador y político español.

## Historial

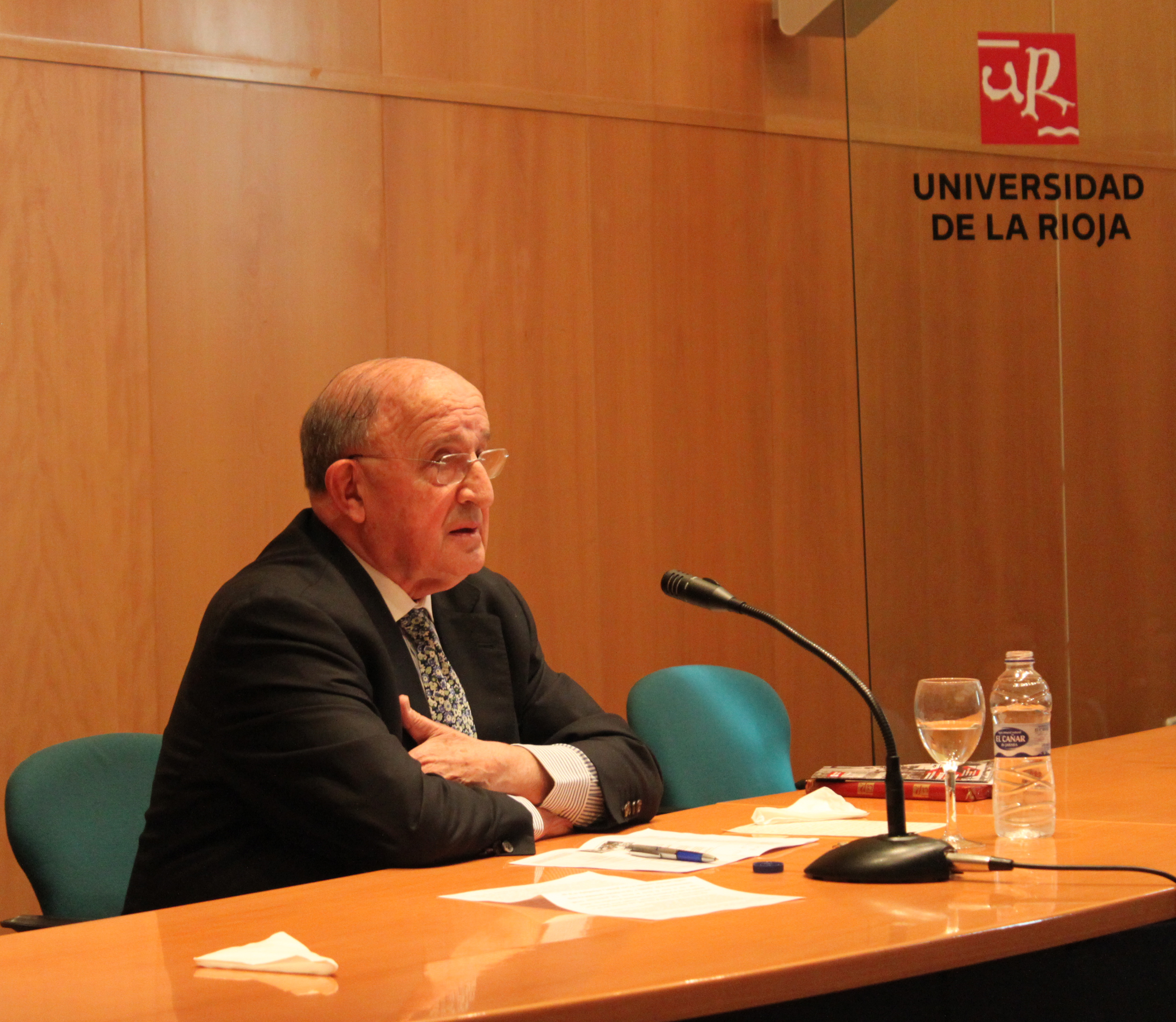
Escudero en 2012

Nació el 12 de octubre de 1936 en la localidad de Barbastro, provincia de Huesca.
Después de doctorarse en Derecho por la Universidad Complutense de Madrid en 1965, ejerció como profesor hasta alcanzar por oposición las cátedras en diversas universidades de Extremadura, Madrid, País Vasco y en la actualidad en la UNED, como Catedrático de la Historia del Derecho.
Su labor docente se extendió con la fundación de Cursos de Verano en la Universidad Complutense (1988) y la Universidad de Almería (1990), así como la fundación del Instituto de Historia de la Intolerancia en la UNED o el Instituto de Historia de la Inquisición.
Como escritor y editor de obras sobre historia ha sido galardonado con diversos premios, como el Premio Nacional de Literatura Menéndez Pelayo, antecesor del actual Premio Nacional de Historia de España en dos ocasiones (1969 y 1979).
Ejerció de director del Instituto Español de Emigración entre marzo de 1978 y diciembre de 1980.
Escudero también ejerció como Senador por Huesca en la UCD en la Primera Legislatura democrática en España después del franquismo, así como eurodiputado a partir de 1987 por el CDS, de cuyo primer Comité Nacional formó parte; permaneció en la Eurocámara hasta 1999 como eurodiputado del grupo Popular en el que se había integrado tras la crisis del CDS.
Desde 2008 es Miembro Numerario de la Real Academia de la Historia de España.
José Antonio Escudero ganó en 2009 el Premio Nacional de Historia que concede el Ministerio de Cultura con un enfoque académico y riguroso y una valoración independiente y objetiva de la institución monárquica basándose siempre en los documentos disponibles y en el saber jurídico e historiográfico acumulado por más de treinta profesores y catedráticos que han contribuido para crear la obra El Rey. Historia de la Monarquía.
En mayo del 2010 se le volvió a otorgar el nombramiento de doctor honoris causa.
En julio de 2010 dirigió el curso de verano de la Universidad de Zaragoza titulado Aragón en la Monarquía Hispánica dentro de una serie de congresos organizados junto a la DGA.
El 19 de enero de 2015 fue elegido presidente de la Real Academia de Jurisprudencia y Legislación por un periodo de cuatro años.

## Obras
- Los Secretarios de Estado y del Despacho, 1976.
- Los orígenes del Consejo de Ministros en España, 1979.
- Curso de Historia del Derecho, 1985.
- Historia del Derecho. Historiografía y problemas, 1988.
- La Real Junta Consultiva de Gobierno, 1997.
- Los cambios ministeriales a finales del Antiguo Régimen, 1997.
- Administración y Estado en la España Moderna, 1999.
- Felipe II: el rey en el despacho, 2002.
- Escudero: hombre y leyenda.
- El Rey. Historia de la Monarquía, 2009.

## Distinciones honoríficas
- Caballero Gran Cruz de la Orden de Alfonso X el Sabio (Reino de España, 7 de octubre de 2016).[5]
- Gran Cruz de la Orden de San Raimundo de Peñafort (Reino de España, 11 de febrero de 2020).[6]